# David Maier
David Maier (* 12. Januar 2000 in Sankt Veit an der Glan) ist ein österreichischer Eishockeyspieler, der seit 2020 beim Klagenfurter AC in der Österreichischen Eishockey-Liga unter Vertrag steht.

## Karriere
David Maier begann seine Karriere im Juniorenbereich des Klagenfurter AC. 2015 wechselte er nach Schweden, wo er für den Nachwuchs des Södertälje SK unter anderem in der J20 Super Elit, der höchsten schwedischen Nachwuchsliga, spielte. Nachdem er beim CHL Import Draft 2018 in der zweiten Runde vom North Bay Battalion als insgesamt 87. Spieler ausgewählt worden war, wechselte er zu dem Team aus der Ontario Hockey League. Da sein Vertrag nicht verlängert worden war, stand er im Folgejahr erneut zur Auswahl und diesmal griffen die Peterborough Petes bereits in der ersten Runde an Position 27 zu. Nach zwei Jahren in Kanada kehrte er 2020 nach Klagenfurt zurück, wo er seither (unterbrochen von einem Abstecher zum EHC Linz im Herbst 2021) in der Österreichischen Eishockey-Liga spielt. 2021 wurde er mit den Kärntnern österreichischer Meister.

### International
Maier spielte für das österreichische U18-Nationalteam bei den U18-Weltmeisterschaften 2017 und 2018, als er zum besten Verteidiger des Turniers gewählt wurde, ebenso in der Division I, wie bei den U20-Weltmeisterschaften 2018, 2019 und 2020, als der Aufstieg in die Top-Division gelang.
Sein Debüt in der Nationalmannschaft der Herren gab er am 10. April 2019 beim Freundschaftsspiel gegen Tschechien in Znojmo. Bei der Weltmeisterschaft 2022 kam er zu seinem ersten Einsatz bei einem bedeutenden Turnier. Dem folgte der Einsatz bei der Weltmeisterschaft 2023.

## Erfolge und Auszeichnungen
- 2018 Bester Verteidiger bei der U18-Weltmeisterschaft der Division I, Gruppe B
- 2020 Aufstieg in die Top-Division bei der U20-Weltmeisterschaft der Division I, Gruppe A
- 2021 Österreichischer Meister mit dem Klagenfurter AC

## Karrierestatistik
(Legende zur Spielerstatistik: Sp oder GP = absolvierte Spiele; T oder G = erzielte Tore; V oder A = erzielte Assists; Pkt oder Pts = erzielte Scorerpunkte; SM oder PIM = erhaltene Strafminuten; +/− = Plus/Minus-Bilanz; PP = erzielte Überzahltore; SH = erzielte Unterzahltore; GW = erzielte Siegtore; 1 Play-downs/Relegation; Kursiv: Statistik nicht vollständig)

### International
(Legende zur Spielerstatistik: Sp oder GP = absolvierte Spiele; T oder G = erzielte Tore; V oder A = erzielte Assists; Pkt oder Pts = erzielte Scorerpunkte; SM oder PIM = erhaltene Strafminuten; +/− = Plus/Minus-Bilanz; PP = erzielte Überzahltore; SH = erzielte Unterzahltore; GW = erzielte Siegtore; 1 Play-downs/Relegation; Kursiv: Statistik nicht vollständig)